# Federico Fridel
Federico Sergio Fridel (nacido el 19 de junio de 1991 en Sorengo) es un exjugador de baloncesto suizo. Con 1,94 metros de altura jugaba en la posición de Alero. Fue internacional absoluto con Suiza.

## Trayectoria

### SAM Basket Massagno
Formado en la cantera del SAM Basket Massagno, debutó con el primer equipo en la LNB (2.ª división suiza), en la temporada 2006-2007 (3 partidos con un promedio de 1,7 puntos y 1 rebote en 4,3 min).
En la temporada 2007-2008, jugó 23 partidos en la LNB con un promedio de 3,6 puntos (41,2 % en triples) y 2,2 rebotes en 10,9 min. Se proclamó campeón de la LNB.
Tras ascender con el equipo en la temporada 2007-2008, en la temporada 2008-2009 jugó 7 partidos en la LNA con un promedio de 1 punto en 6,3 min.
En la temporada 2009-2010, jugó 1 partido con el primer equipo en la LNA (1 min).
En la temporada 2010-2011, jugó 3 partidos con el filial en la 1LN y 21 partidos de liga y 3 de play-offs con el primer equipo. Con el filial promedió 9,6 puntos. Con el primer equipo en liga promedió 4 puntos (57,9 % en tiros de 2, 32,3 % en triples y 64,3 % en tiros libres), 2,3 rebotes y 1,7 robos en 18,5 min, mientras que en play-offs promedió 2,3 puntos (50 % en tiros de 2), 3 rebotes y 1,7 robos en 20 min.
No jugó ningún partido en la temporada 2011-2012.
En la temporada 2012-2013, jugó 3 partidos en la LNA con un promedio de 7,3 puntos (75 % en tiros libres), 3,7 rebotes y 2 robos en 30,7 min.
Disputó un total de 26 partidos en la LNB y 32 en la LNA con el conjunto de Massagno entre las siete temporadas, promediando en la LNB 3,3 puntos (36,8 % en triples) y 2 rebotes en 10,1 min de media, mientras que en la LNA promedió 3,5 puntos (51,7 % en tiros de 2 y 68,1 % en tiros libres), 1,9 rebotes y 1,3 robos en 16,4 min de media.

#### DDV-Lugano
En la temporada 2008-2009, jugó 16 partidos con el BC Denti Della Vecchia-Lugano en la 1LN (3.ª división suiza), promediando 15,5 puntos.
En la temporada 2009-2010, jugó 4 partidos con el DDV-Lugano en la LNB, promediando 14,8 puntos (61,9 % en tiros de 2, 50 % en triples y 75 % en tiros libres), 4,8 rebotes y 2,5 robos en 26,8 min de media.

### Union Neuchâtel Basket
Firmó para la temporada 2013-2014 por el Union Neuchâtel Basket, con el que conquistó la Copa de la Liga de Suiza.
Disputó 23 partidos de liga y 4 de play-offs con el cuadro de Neuchâtel, promediando en liga 3,3 puntos (30,4 % en triples y 80 % en tiros libres), 2,2 rebotes y 1,4 asistencias en 14,3 min de media, mientras que en play-offs promedió 3 puntos (66,7 % en tiros de 2, 40 % en triples y 100 % en tiros libres) en 17,5 min de media.

### Fribourg Olympic
Fichó por el Fribourg Olympic para la temporada 2014-2015.
Disputó 10 partidos de liga con el primer equipo y 2 con la Groupe E Académie Fribourg U23, promediando con el primer equipo 1,1 puntos y 1,8 rebotes en 12,4 min de media, mientras que con la Groupe E Académie Fribourg U23 promedió 3,5 puntos, 3 rebotes y 2,5 asistencias en 24 min de media.

## Selección nacional

### Categorías inferiores
Internacional con las categorías inferiores de la selección de baloncesto de Suiza, disputó el Europeo Sub-18 División B de 2008, celebrado en Debrecen, Hungría, en el que la selección suiza quedó en 16.ª posición, el Europeo Sub-18 División B de 2009, celebrado en Sarajevo, Bosnia-Herzegovina, en el que la selección suiza quedó en 12.ª posición y el Europeo Sub-20 División B de 2010, celebrado entre Güssing y Oberwart, Austria, en el que la selección suiza quedó en 16.ª posición.
En el Europeo Sub-18 División B de 2008 jugó 8 partidos con un promedio de 4,1 puntos (50 % en tiros de 2) y 2,5 rebotes en 14,9 min de media.
En el Europeo Sub-18 División B de 2009 jugó 8 partidos con un promedio de 4,4 puntos (40 % en triples y 83,3 % en tiros libres) y 2,8 rebotes en 14,4 min de media.
En el Europeo Sub-20 División B de 2010 jugó 7 partidos con un promedio de 3 puntos y 1,9 rebotes en 17,4 min de media.

### Absoluta
Debutó con la absoluta de Suiza en la Clasificación para el EuroBasket 2015, celebrado entre Alemania, Croacia, Francia y Letonia, no logrando Suiza clasificarse.
Jugó un partido de la segunda fase, cogiendo 2 rebotes en 2 min.